# Šibatovka
Šibatovka (Shibataea) je rod rostlin patřící do čeledě lipnicovité (Poaceae).

## Vybrané druhy
- Shibataea hispida
- Shibataea chinensis
- Shibataea kumasasa
- Shibataea lanceifolia
- Shibataea ruscifolia

## Použití
Šibatovku druhu Shibataea kumasasa lze použít v ČR jako okrasnou rostlinu. Tyto bambusy jsou efektní solitéry, ale lze je použít i do skupin.